# Rutger Hauer
Rutger Oelsen Hauer (født 23. januar 1944, død 19. juli 2019) var en hollandsk skuespiller. Han kendes bl.a. for sin medvirken i filmene Blade Runner og Batman Begins.
Endvidere har han medvirket i Paul Verhoevens Turkish Delight fra 1973, der i 1999 modtog Rembrandt-prisen som århundredets bedste hollandske film.

## Filmografi
- 24 hours to live (2017)
- Admiral (2015)
- Letters From Mother Teresa (2014)
- Requiem 2031 (2011)
- Alle for én (2011)
- Blade Runner - The Final Cut (2008)
- Sin City (2005)
- Nostradamus (1993)
- Buffy - vampyrernes skræk (1992)
- Blade Runner - The Directors Cut (1992)
- Wedlock (1991)
- Split second (1991)
- Up to Date (1989)
- Blindt raseri (1989)
- Legenden om en hellig dranker (1988)
- Sallows helte (1988)
- Flugten fra Sobibor (1987)
- Dusørjægeren (1987)
- På stop med en dræber (1986)
- Den vilde kriger (1985)
- Ladyhawke og lommetyven (1985)
- Eureka (1983)
- Den blodige weekend (1983)
- Blade Runner (1982)

- Nighthawks (1981)

- Hemmelig mission (1977)
- Soldaat van Oranje
- Tyrkisk konfekt (1973)